# George Davis Snell
George Davis Snell (Bradford, 19 de dezembro de 1903 — Bar Harbor, 6 de junho de 1996) foi um geneticista estadunidense.
Foi agraciado com o Nobel de Fisiologia ou Medicina de 1980, por ser responsável pela identificação do complexo genético H-2.